# 圓廳別墅
圓廳別墅（義大利語：La Rotonda）是興建於16世紀晚期、地處義大利威欽察郊外莊園中的一座獨棟式貴族住宅，中文稱作「別墅」。圓廳別墅是文藝復興時期建築巨匠安德烈亞·帕拉第奧的代表作，1994年作為威尼托的帕拉第奧式別墅的一部分登錄世界遺產。

## 設計及建造歷史
1565年，主教保羅·阿爾梅里科（Paolo Almerico）從梵蒂岡退休返回威欽察，決定在家鄉威尼斯公國定居。當時莊園府邸（Villa，又稱別墅）已經流行起來，貴族和富裕階層紛紛在農村購地興建莊園。帕拉第奧設計過相當數量的這類別墅，集中在威欽察的四周郊區，迄今整體或部份保留的仍然有20餘座。他很快完成了設計和結構主體的建造工程：根據記錄1571年主教已經在別墅生活了（另有一說是1569年）。
建築裝修工程在結構完工後持續了很久，也可能是再次期間不斷調整改建，直至1589年主教去世。1591年別墅被轉手給卡普拉兄弟（Capra），有證據表明此時依然有工程營造。室內部份有多人參與：濕壁畫由和；雕塑由；線腳抹灰由、和；石雕小裝飾由；壁爐由

## 建築簡介
圓廳別墅坐落於莊園中央的高地上。平面呈正方形，按照縱橫兩條軸線嚴格地對稱佈置，四個立面完全相同。
室外的大臺階直接通往二層。二層的入口門廊在立面上特意強調，以6根素色的愛奧尼圓柱支撐起三角形山花，遠遠超出結構上的實際需要。二層正中央是一個直徑12m的圓廳，其穹頂裝飾得很華麗。